# Radschinmühle
Radschinmühle ist ein Stadtteil der Kreisstadt Neustadt an der Waldnaab im gleichnamigen Landkreis des bayerischen Regierungsbezirks Oberpfalz.

## Geographische Lage
Die Einöde Radschinmühle befindet sich am Fuß des 446 m hohen Mühlberges auf dem Westufer der Waldnaab.
Er liegt am nordwestlichen Stadtrand von Neustadt.
Radschinmühle liegt an der Kreisstraße Richtung Mühlberg und Denkenreuth.
850 m westlich von Radschinmühle verläuft die Bundesautobahn 93.
Von der Autobahn zweigt die Staatsstraße 2172 ab und unterquert nördlich von Radschinmühle den Mühlberg im Mühlbergtunnel.

## Ortsname
Radschienen war die Bezeichnung für Roheisen aus dem Wagenreifen hergestellt wurde.
Eine andere Namenserklärung bezieht sich auf Hradčin, was eine Bezeichnung für den Prager Burgberg ist.
Hrad ist das tschechische Wort für Burg, Schloss.

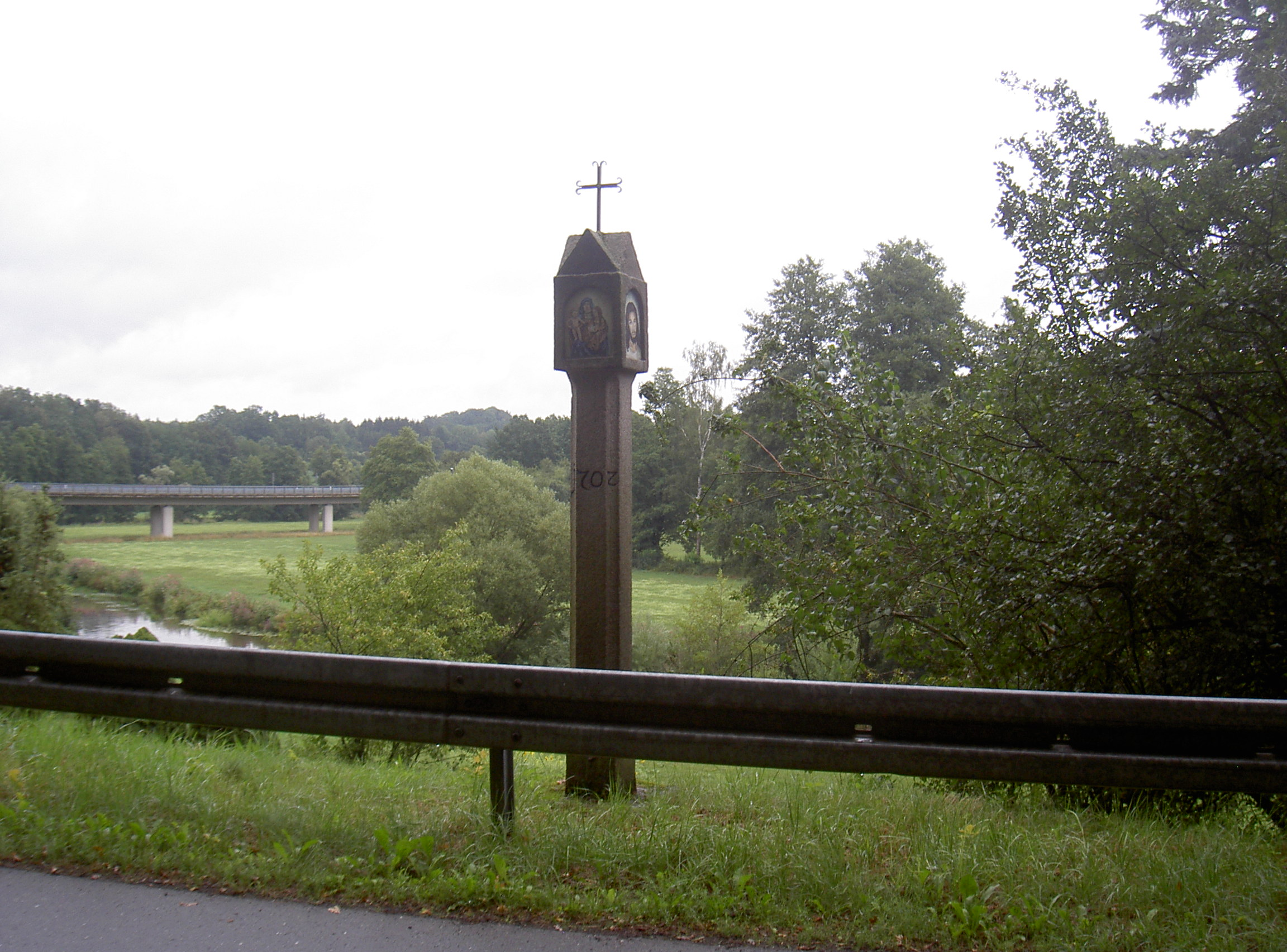
Bildstock bei der Radschinmühle

## Geschichte
Im Zinsregister von 1514 wird die Radschinmühle mit einem Zins von 5 Gulden zu Walburgis und Michaelis erwähnt.
Im Jahre 1817 hatte Radschinmühle 4 Einwohner und ein Wohngebäude und 1861 dann 3 Einwohner.
Der Bach, der die Radschinmühle betreibt, wurde Goldbach oder auch Perlbach genannt und bereits 1548 erwähnt, heute: Rabenbach.
In diesem Bach wurden Perlen gezüchtet, deren hoher Wert den Namen Goldbach erklärt.
Gold wurde in dem Bach nicht gefunden.

## Sehenswürdigkeiten
- 500 m von der Radschinmühle auf dem Mühlberg befindet sich die Wallfahrtskirche Mutter Anna von 1521, in deren unmittelbarer Nähe eine mittelalterliche Burg stand.
- Bei der Radschinmühle befindet sich ein denkmalgeschützter Bildstock aus dem 18. Jahrhundert.[4]